# Emil und die drei Zwillinge
Emil und die drei Zwillinge ist ein Kinderroman mit Texten von Erich Kästner und Illustrationen von Walter Trier. Es erschien im Oktober 1935 außerhalb Deutschlands. Zu diesem Zeitpunkt waren alle Bücher Erich Kästners bis auf Emil und die Detektive verboten. Im Jahr 1935 wurden einige tausend Exemplare verkauft.
Der Roman ist eine Fortsetzung von Emil und die Detektive. Die Geschichte spielt etwa zwei Jahre nach den Abenteuern, die Emil Tischbein und seine Freunde in Berlin erlebt haben. Die jungen Detektive sind älter geworden, befinden sich jetzt im „Zeitalter der Konfirmation“ (um 14 Jahre). Zwar werden sie bereits von den Problemen der Welt der Erwachsenen angerührt, aber noch versuchen sie, Konflikte mit den Mitteln kindlicher Einfachheit und Geradheit zu lösen.

## Inhalt
Theodor Haberland, aus Emil und die Detektive als der Professor bekannt, hat ein kleines Haus an der Ostsee geerbt. Seine gleichaltrigen Freunde Emil, Gustav mit der Hupe, der kleine Dienstag und Emils Cousine Pony Hütchen sowie Emils Großmutter werden vom Professor und seinen Eltern eingeladen, die Ferien mit ihnen in dem Häuschen an der Ostsee zu verbringen.
Emil und seine verwitwete Mutter haben beide einen Gewissenskonflikt, da Oberwachtmeister Jeschke (bekannt aus dem ersten Band) um die Hand von Frau Tischbein angehalten hat. Emil gibt seine Zustimmung, obwohl er sich wünscht, mit der Mutter weiterhin zu zweit zusammenzuleben. Seine Mutter will weniger aus Liebe heiraten als aus Sorge um die Absicherung des Sohnes, falls ihr einmal etwas zustoßen sollte. Beide sagen einander davon nichts. In diesem Gewissenskonflikt fährt Emil in den Urlaub.
Die Detektive und alle anderen genießen das Strandleben. Doch es bleibt nicht bei einem ruhigen Urlaub. Das Abenteuer beginnt, als Haberlands Eltern mit Pony Hütchen und der Großmutter nach Dänemark fahren.
Die Detektive lernen den Artisten Jackie Byron kennen. Er ist Mitglied der Akrobatengruppe The Three Byrons (die alle drei trotz des englischen Namens gebürtige Deutsche sind und, was Emil und seine Freunde nicht wissen, keinesfalls, wie in den Vorstellungen angepriesen, ein Vater und seine Zwillinge). Der Leiter der Gruppe will Jackie, den einen „Zwilling“, zurücklassen, da er ihm zu schwer wird. Stattdessen bemüht er sich, einen neuen „Zwilling“ für die Akrobatengruppe anzuwerben, und verfällt dabei ausgerechnet auf Hans Schmauch, den Emil bei seinem Berliner Abenteuer kennengelernt hat. Hans wendet sich an Emil und seine Freunde und die zögern nicht lange und machen sich auf, ihrem Freund Jackie zu helfen. Nachdem sie feststellen müssen, dass der Leiter der Akrobatengruppe gar nicht der Vater von Jackie ist, sammeln sie für ihn Geld, indem sie sich bei der Kinopremiere von Emils mittlerweile verfilmten Berliner Abenteuer eine Woche lang nach jeder Vorstellung auf der Bühne präsentieren.
Nach ihrer Rückkehr aus Dänemark liest Emils Großmutter ihrem Enkel einen Brief seiner Mutter (ihrer Tochter) vor, in dem diese ihr gesteht, am liebsten weiter allein mit Emil leben zu wollen. Emil entscheidet sich dennoch dafür, zu schweigen und die Heirat geschehen zu lassen.

## Hörspiele (Auswahl)
- 1965: Emil und die drei Zwillinge. Produktion: Südwestfunk. Hörspielbearbeitung: James Krüss. Technische Realisierung: Ludwig Groß, Müller. Regie: Benno Schurr. Sprecher: Anneliese Benz, Ursula von Manescul, Gislind Noebel, Werner Kusch, Robert Rathke, Baldur Seifert, Rudolf Siege, Rainer Baudisch, Andreas Dahlmeyer, Thomas Rosengarten, Martin Stöhr, Wolfgang Reinsch[3]
- 1974: Emil und die drei Zwillinge. Verlag: Deutsche Grammophon (Erstveröffentlichung). Hörspielbearbeitung: Maral. Musik: Detlef Wendtland. Produktion und Regie: Ruth Scheerbarth. Sprecher: Hans Söhnker (Erzähler), Detlef Wendtland (Emil), Mario Dobe (Gustav), Mathias Einert (Professor), Pierre Peters-Arnolds (Dienstag), Tobias Meister (Hans Schmauch), Jürgen Wendtland (Jackie), Martina Kintscher (Pony Hütchen), Karin Hardt (Großmutter), Edith Hancke (Klothilde Seelenbinder), Hans Bergmann (Mr. Byron)[4]

## Theater
Das Buch wurde von James Krüss fürs Theater dramatisiert, dabei finden sich sowohl der Titel Emil und die drei Zwillinge, als auch einfach Emil und die Zwillinge. Premiere feierte das Stück an den Münchner Kammerspielen, damit verbunden wurde für den BR ein Interview mit Krüss geführt und ein Ausschnitt aus dem Stück gezeigt.

## Ausgaben

### Bücher
- Erich Kästner: Emil und die drei Zwillinge. Atrium Verlag, Basel / Wien / Mährisch-Ostrau 1935.

### Audio
- Hörkassette: Emil und die drei Zwillinge. Schneider Ton Verlag
- Compact Disk (CD): Emil und die drei Zwillinge. Verlag Friedrich Oetinger 2006, 2. Aufl